# AB Stranden
AB Stranden var ett aktiebolag i Limhamn som drev ett kallbadhus med tillhörande hästspårvägslinje i Limhamn utanför Malmö.
I december 1899 förstördes ett äldre badhus i Limhamn av en storm. Eftersom detta badhus sommartid drog till sig många Malmöbor och därigenom medförde ökat passagerarantal på Malmö-Limhamns Järnväg, ansågs det nödvändigt med en återuppbyggnad. Den 10 januari 1900 bildades därför, under ledning av R.F. Berg, AB Stranden som lät uppföra ett nytt kallbadhus vilket öppnades i juni 1900.

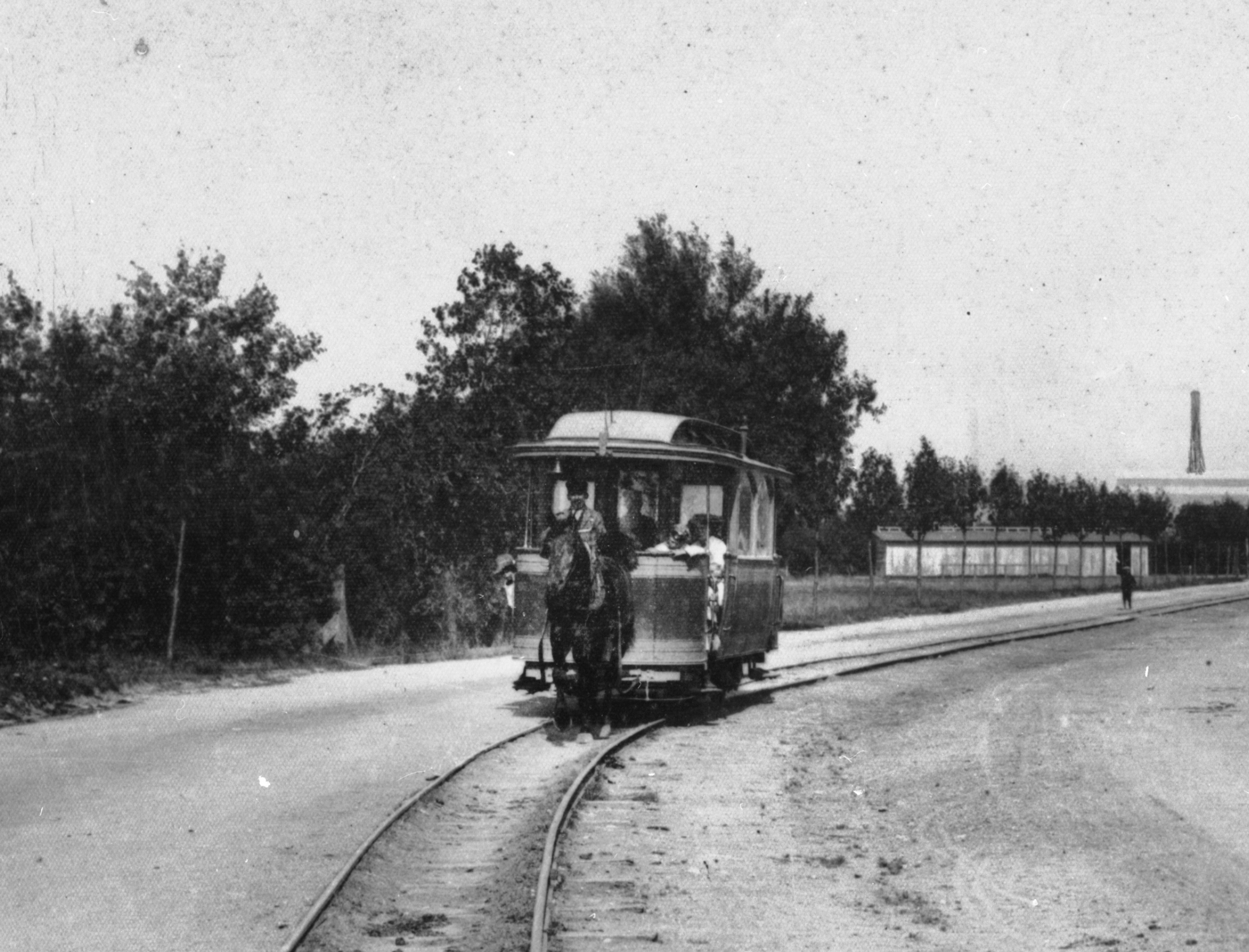
Hästspårvägen på Strandgatan, ca 1910.

För att underlätta för tillresande att ta sig till badhuset öppnades den 1 juli 1900 en enkelspårig hästspårvägslinje från Limhamns järnvägsstation till badhuset och vidare de nya tomterna längs Strandgatan. 
Linjen gick i Öresundsgatan (numera del av Limhamnsvägen) och Strandgatan förbi kallbadhuset till Strandgatans korsning med Kaptensgatan (nuv. Gustavsgatan). Ett stickspår i Östra Hamngatan (nuvarande Idrottsgatan) ledde fram till ett vagnsskjul vid Viktoriagatan (nuvarande Valborgsgatan). Banan hade spårvidden 891 mm och trafiken bedrevs med två vagnar som var tillverkade av Ludvig Rössels Mek. Verkstads AB i Arlöv.
Trafiken stängdes för säsongen i september och återupptogs i maj året därpå. Denna säsongstrafik fortsatte fram till år 1914, då anläggningen den 9 oktober överläts till Malmö stad inför inkorporeringen av Limhamns köping och den kommande förlängningen av Malmö stads spårvägars linje 4 till Sibbarp.